# Левшино (Калузька область)
Левшино (рос. Левшино) — присілок в Таруському районі Калузької області Російської Федерації.
Населення становить 12 осіб. Входить до складу муніципального утворення Село Вознесення.

## Історія
Від 2004 року входить до складу муніципального утворення Село Вознесення

## Населення
| 2002 | 2010 |
| ---- | ---- |
| 21   | ↘12  |